# Dunseith, North Dakota
Dunseith, North Dakota (енгл. Dunseith) град је у америчкој савезној држави Северна Дакота.

## Демографија
По попису из 2010. године број становника је 773, што је 34 (4,6%) становника више него 2000. године.
| Група             | 2000.       | 2010.       |
| Белци             | 182 (24,6%) | 116 (15,0%) |
| Афроамериканци    | 2 (0,3%)    | 7 (0,9%)    |
| Азијати           | 1 (0,1%)    | 0 (0,0%)    |
| Хиспаноамериканци | 2 (0,3%)    | 17 (2,2%)   |
| Укупно            | 739         | 773         |